# Catumbela
Catumbela – miasto w Angoli, w prowincji Benguela.